# Сілхет (аеропорт)
Міжнародний аеропорт Османі (ІАТА: ZYL, ІКАО: VGSY) (англ. Osmani International Airport) — аеропорт у місті Сілхет, Бангладеш.

## Історія
Міжнародний аеропорт «Османі» побудовано за часів британського правління у Бангладеші, для захисту від Японської агресії. Раніше аеропорт називався «Цивільний аеропорт Сілгет», але був перейменований на честь генерала Османі, героя війни за незалежність Бангладешу. генерал Османі народився в 1918 році у місті Сілгет. Він керував «Визвольною армією» і збройними силами Бангладешу за часів війни за незалежність Бангладешу.

## Розвиток
При заснуванні аеропорт обслуговував лише місцеві авіалінії. Через деякий час було пролобійоване розширення аеропорту, щоб він міг приймати середні літаки типу Airbus A310. У жовтні 2002 року роботи було завершено і аеропорт став міжнародним. Такий статус міжнародного аеропорту йому надав уряд, але аеропорт не відповідав всім міжнародним вимогам такого статусу.
3 листопада 2002 року в аеропорті приземлився вперше літак міжнародного рейсу. Літак прямував з Кувейту через Абу-дабі до Даки. Цей рейс зустрічали Міністр фінансів і планування Сайфур Рахман й Міністр Цивільної авіації і туризму Мір Мохаммед Насіруддін.
У 2004 році в аеропорту почалося розширення злітно-посадкової смуги і удосконалення аеропорту, щоб він мав можливість приймати широкофюзеляжні літаки. Уряд розглянув пропозицію Конференції південноазійського транспорту і торговельної допомоги (наданою Агенцією торгівлі і розвитку Сполучених Штатів Америки). Уряду було запропоновано довести аеропорт до світових стандартів міжнародного аеропорту.
Роботи по виконанню пропозицій було розпочато у 2006 році. План включав будівництво нового терміналу. У травні 2007 року радник міністра закордонних справ інформував журналістів, що роботи будуть закінчені у червні 2007 року. Проте роботи не вдалося виконати у намічений термін. Зазначалося, що залишається лише «косметична» обробка. Але очікують, що роботи по добудові нового терміналу не встигнуть закінчити і до червня 2008 року.
У зв'язку з відсутністю системи посадки за приладами аеропорт досі не може приймати літаки в умовах низької видимості, які часто бувають у зимові місяці.
Уряд країни не дозволяє приземлятися в аеропорті літакам іноземних авіаліній, що призвело до суперечок з Великою Британією. Лише у лютому 2008 року уряд дозволив індійській авіакомпанії Air India забезпечити повітряне сполучення з цією країною.

## Авіакомпанії і міста призначення
- Biman Bangladesh Airlines (Абу-Дабі, Дака, Доха, Дубай)
- GMG Airlines (Дака)
- United Airways (Дака)
- Royal Bengal (Дака)